# Europese kampioenschappen kyokushin karate 1989
De Europese kampioenschappen kyokushin karate 1989 waren door de International Karate Organization (IKO) georganiseerde kampioenschappen voor kyokushinkai karateka's. De vijfde editie van de Europese kampioenschappen vond plaats in het Hongaarse Boedapest.

## Resultaten
| Gewichtsklasse | Goud          | Zilver           | Brons                            |
| -------------- | ------------- | ---------------- | -------------------------------- |
| Lichtgewicht   | Janusz Morys  | Luigi D'Amico    | Sandor Brezovai Bessam Ibrahim   |
| Middengewicht  | Nick Da Costa | Miroslav Zuziak  | Hans Mars Jose Luna              |
| Zwaargewicht   | Andy Hug      | Michael Thompson | Juhani Vespalainen Tomas Retsack |